# NECソリューションイノベータ
NECソリューションイノベータ株式会社（英: NEC Solution Innovators, Ltd.）は、NECグループのシステムインテグレーター（メーカー系）。東京都江東区新木場に本社を置いている。
2014年3月までの社名はNECソフト株式会社であったが、NECソフトウェアグループを形成していた6社を統合する形で2014年4月に社名を変更した。

## 概要
NECグループの中では社会ソリューション事業の中核会社にあたり、官公庁や産業を主な顧客としたシステムソリューション事業を行っている。
かつてNECソフトとして2000年7月に東京証券取引所第一部に上場していたが、NEC本体の子会社政策の方針変更に伴って2005年5月限りで上場を廃止し、NECの完全子会社となった。
2014年4月1日、NECソフトが存続会社となる形で、NECシステムテクノロジー、北海道日本電気ソフトウェア、NECソフトウェア東北、北陸日本電気ソフトウェア、中部日本電気ソフトウェア、九州日本電気ソフトウェアが統合し、新会社としてNECソリューションイノベータ株式会社が発足した。
2016年4月1日、100%子会社である、NECソフト沖縄を吸収合併した。また翌年の2017年4月1日には、NECグループに属していたNEC情報システムズを吸収合併した。
一方でNECグループの事業体制再編に伴い、2017年6月20日付で子会社のVALWAY121ネット株式会社の株式をNECマネジメントパートナーへ譲渡した。
2020年4月1日、ヘルスケア事業を加速・強化するためにフォーネスライフ株式会社を設立、同年7月9日にSomaLogic社との協業を行うことを発表した。

## 沿革
- 1975年 - 資本金1億5000万円で日本電気ソフトウェア株式会社を設立。
- 1977年 - 関西日電ソフトウェア株式会社を設立（1981年に関西日本電気ソフトウェアに社名変更）。
- 1981年 - 中部日本電気ソフトウェア株式会社、九州日本電気ソフトウェア株式会社を設立。
- 1982年 - 沖縄センターを新設。
- 1983年
  - 中部日本電気ソフトウェア株式会社北陸支店が北陸日本電気ソフトウェア株式会社として独立。
  - 日本電気ソフトウェア株式会社東北センターが東北日本電気ソフトウェア株式会社として独立（2005年にNECソフトウェア東北に社名変更）。
  - 中国日本電気ソフトウェア株式会社設立。
- 1984年
  - 日本電気ソフトウェア株式会社北海道センターが北海道日本電気ソフトウェア株式会社として独立。
  - 四国日本電気ソフトウェア株式会社設立。
- 1985年
  - 日本電気ソフトウェア株式会社沖縄センターが沖縄日本電気ソフトウェア株式会社として独立（2001年にNECソフト沖縄に社名変更）。
  - 神戸日本電気ソフトウェア株式会社設立。
- 1986年 - 岡山日本電気ソフトウェア株式会社設立。
- 2001年
  - VALWAY121ネット株式会社（現：NEC VALWAY株式会社）設立。
  - NECソフト沖縄を子会社化。
  - 関西日本電気ソフトウェアが神戸日本電気ソフトウェア・岡山日本電気ソフトウェア・中国日本電気ソフトウェア・四国日本電気ソフトウェアと合併して、NECシステムテクノロジー株式会社に社名変更。
- 2004年 - NECシステムテクノロジーがNEC軟件系統科技（杭州）有限公司を、株式会社東忠と共同で設立。
- 2005年 - NECソフトがNEC軟件（済南）有限公司,NEC軟件（北京）有限公司を設立（現：NEC信息系統（中国）有限公司に統合）。
- 2006年 - NECソフトがNEC Solutions Vietnam Co., Ltd. を、NEC Solutions Asia Pacific Pte. Ltd.（現：NEC Asia Pacific Pte. Ltd.）と共同で設立。
- 2012年 - 当社出資分をNEC Asia Pacific Pte. Ltd.へ譲渡。
- 2013年 - NEC HCL System Technologies Ltd. がNEC Technologies India Limited に社名変更。
- 2014年 - NECシステムテクノロジー、北海道日本電気ソフトウェア、NECソフトウェア東北、北陸日本電気ソフトウェア、中部日本電気ソフトウェア、九州日本電気ソフトウェアの各社を吸収合併し、NECソリューションイノベータに改称。
- 2016年 - NECソリューションイノベータが同社の100%子会社であるNECソフト沖縄を吸収合併。
- 2017年
  - NEC情報システムズを吸収合併。
  - VALWAY121ネットをNECマネジメントパートナーへ譲渡
- 2020年
  - ヘルスケア事業会社として、100%子会社のフォーネスライフ株式会社を設立

## ブランド
NECグループが注力する社会ソリューション事業に関するブランドメッセージ「Orchestrating a brighter world」に関連し、同社のコンセプトとして「見えない未来は、こころで見つける。」を
展開している。